# Glymur
La cascata  Glymur, con i suoi 198 metri di salto è stata per lungo tempo considerata la più alta tra le cascate dell'Islanda, prima che le misurazioni effettuate nel 2011 sulla cascata Morsárfoss indicassero che quest'ultima, con un salto di 227 m, risulta di circa 30 metri più alta.

## Descrizione
Considerata fino al 2011 la più alta cascata dell'Islanda, Glymur è situata lungo il corso del Botnsá, fiume che trae origine da un modesto lago situato in una spianata pianeggiante. Alla testata della valle, invece di scendere con modesti salti, il fiume si è scavato un canyon lungo circa un chilometro e che presenta un sensibile dislivello di oltre 200 metri.

## Accesso
Situata relativamente distante dalla strada principale, in seguito all'apertura della galleria sotto il fiordo Hvalfjörður presso Akranes, e con un sentiero d'accesso difficoltoso, Glymur viene visitata più raramente dai turisti. La cascata è raggiungibile dopo un'escursione di 3 km da un parcheggio all'interno del fiordo. A causa della stretta gola, tuttavia, non è possibile osservarla in tutta la sua altezza.